# Métropole Rouen Normandie
La Métropole Rouen Normandie est une métropole française située dans le département de la Seine-Maritime, en région Normandie.
Le 1er janvier 2015, elle a remplacé la communauté d'agglomération Rouen-Elbeuf-Austreberthe (CREA) qui avait été créée le 1er janvier 2010 par le regroupement de quatre structures intercommunales.
La forme juridique de la métropole constitue la forme la plus intégrée des intercommunalités françaises. À ce titre, elle exerce de très nombreuses compétences antérieurement exercées par les communes membres, au bénéfice de ses habitants et de son tissu économique.

## Historique
Le 1er janvier 2010, la communauté d'agglomération Rouen-Elbeuf-Austreberthe (CREA) est créée par la fusion de quatre anciennes structures intercommunales, les communautés d'agglomération Agglomération de Rouen (45 communes) et Agglo d'Elbeuf (10 communes) et les communautés de communes communauté de communes Seine-Austreberthe (14 communes) et communauté de communes du Trait-Yainville (2 communes).
Dans le cadre de la mise en œuvre des dispositions de la loi de modernisation de l'action publique territoriale et d'affirmation des métropoles (loi MAPAM) du 27 janvier 2014, la communauté d'agglomération est transformée en métropole par un décret du 23 décembre 2014 avec effet au 1er janvier 2015.
Le 6 juillet 2015, est posée la première pierre de l'hôtel de la Métropole Rouen Normandie dont la mise en service commence en juillet 2017.

## Territoire communautaire

### Géographie

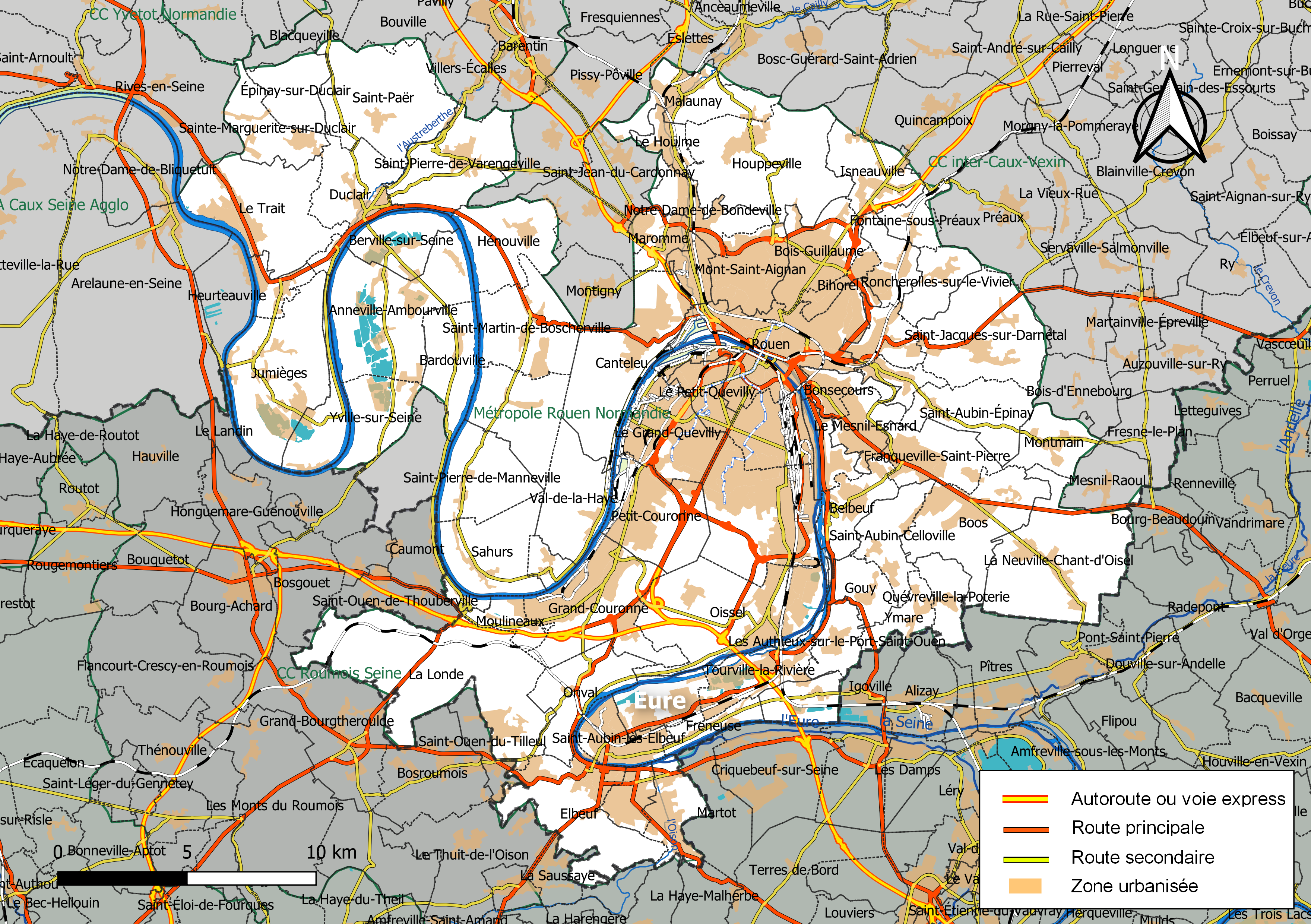
Carte de l'intercommunalité Métropole Rouen Normandie au 1er janvier 2019.

Située dans le sud du département de la Seine-Maritime, l'intercommunalité Métropole Rouen Normandie regroupe 71 communes et s'étend sur 663,8 km2. Ce territoire peut être schématiquement réparti en trois tiers comparables, entre les espaces boisés, les zones rurales et le centre urbanisé.
Avec environ 115 000 habitants, la ville-centre de Rouen concentre 22 % des habitants de la métropole. Viennent ensuite deux villes de près de 30 000 habitants :  Sotteville-lès-Rouen et Saint-Étienne-du-Rouvray, onze villes de plus de 10 000 habitants et douze villes ou bourgs dont la population est comprise entre 5 000 et 9 999 habitants. Les quarante-cinq autres communes, soit les deux tiers de l’ensemble, sont des bourgs ou des villages de moins de 5 000 habitants. La métropole ne comprend qu’une partie de l’aire urbaine de Rouen, qui, selon l'Insee, compte 276 communes regroupant 663 000 habitants environ.
Selon le rapport d'activité et de développement durable de la métropole pour 2018, « Quatrième Métropole de France par le nombre de communes membres (71), 2e investisseur public et principale locomotive économique de Normandie, notre territoire, grand espace industriel et portuaire, occupe une position-clé sur l’axe Seine, corridor de développement qui relie Paris à l’estuaire. Avec le statut de Métropole, il dispose d’un puissant outil d’action publique, à la hauteur de son potentiel, concentrant en un seul niveau des compétences stratégiques, des mutualisations utiles. La Métropole rend les grands services du quotidien (eau, assainissement, collecte des déchets, transport en commun), avec une gestion rigoureuse et une tarification solidaire. Elle aménage son espace (urbanisme, logement) en travaillant à la grande échelle, protège son environnement en inscrivant le territoire dans la transition écologique, relève les défis d’une économie en mutation (port et industrie, quartiers d’affaires, tourisme) en préparant les emplois de demain ».

### Composition
La métropole est composée des 71 communes suivantes :

| Nom                                 | Code Insee | Gentilé              | Superficie (km2) | Population (dernière pop. légale) | Densité (hab./km2) |
| ----------------------------------- | ---------- | -------------------- | ---------------- | --------------------------------- | ------------------ |
| Rouen (siège)                       | 76540      | Rouennais            | 21,38            | 116 331 (2022)                    | 5 441              |
| Amfreville-la-Mi-Voie               | 76005      | Amfrevillais         | 3,94             | 3 280 (2022)                      | 832                |
| Anneville-Ambourville               | 76020      | Annevillais          | 20,33            | 1 161 (2022)                      | 57                 |
| Les Authieux-sur-le-Port-Saint-Ouen | 76039      | Authipontains        | 4,53             | 1 210 (2022)                      | 267                |
| Bardouville                         | 76056      | Bardouvillais        | 8,61             | 602 (2022)                        | 70                 |
| Belbeuf                             | 76069      | Belbeuviens          | 6,51             | 2 257 (2022)                      | 347                |
| Berville-sur-Seine                  | 76088      | Bervillais           | 7,01             | 542 (2022)                        | 77                 |
| Bihorel                             | 76095      | Bihorellais          | 2,51             | 8 299 (2022)                      | 3 306              |
| Bois-Guillaume                      | 76108      | Bois-Guillaumais     | 8,85             | 14 497 (2022)                     | 1 638              |
| Bonsecours                          | 76103      | Bonoxiliens          | 3,76             | 6 444 (2022)                      | 1 714              |
| Boos                                | 76116      | Boésiens             | 14,03            | 3 975 (2022)                      | 283                |
| La Bouille                          | 76131      | Bouillais            | 1,27             | 710 (2022)                        | 559                |
| Canteleu                            | 76157      | Cantiliens           | 17,61            | 14 420 (2022)                     | 819                |
| Caudebec-lès-Elbeuf                 | 76165      | Caudebecais          | 3,68             | 10 414 (2022)                     | 2 830              |
| Cléon                               | 76178      | Cléonnais            | 6,47             | 4 863 (2022)                      | 752                |
| Darnétal                            | 76212      | Darnétalais          | 4,93             | 9 652 (2022)                      | 1 958              |
| Déville-lès-Rouen                   | 76216      | Dévillois            | 3,16             | 10 690 (2022)                     | 3 383              |
| Duclair                             | 76222      | Duclairois           | 10,02            | 4 017 (2022)                      | 401                |
| Elbeuf                              | 76231      | Elbeuviens           | 16,32            | 15 774 (2022)                     | 967                |
| Épinay-sur-Duclair                  | 76237      | Spiniciens           | 6,61             | 516 (2022)                        | 78                 |
| Fontaine-sous-Préaux                | 76273      | Fontains             | 3,52             | 562 (2022)                        | 160                |
| Franqueville-Saint-Pierre           | 76475      | Franquevillais       | 8,56             | 6 081 (2022)                      | 710                |
| Freneuse                            | 76282      | Freneusiens          | 3,18             | 993 (2022)                        | 312                |
| Gouy                                | 76313      | Gauvassiens          | 4,97             | 893 (2022)                        | 180                |
| Grand-Couronne                      | 76319      | Couronnais           | 16,91            | 9 722 (2022)                      | 575                |
| Le Grand-Quevilly                   | 76322      | Grand-Quevillais     | 11,11            | 25 954 (2022)                     | 2 336              |
| Hautot-sur-Seine                    | 76350      | Hautotais            | 2,16             | 395 (2022)                        | 183                |
| Hénouville                          | 76354      | Hénouvillais         | 10,69            | 1 393 (2022)                      | 130                |
| Le Houlme                           | 76366      | Houlmois             | 2,97             | 4 127 (2022)                      | 1 390              |
| Houppeville                         | 76367      | Houppevillais        | 20,8             | 2 849 (2022)                      | 137                |
| Isneauville                         | 76377      | Isneauvillais        | 8,2              | 3 713 (2022)                      | 453                |
| Jumièges                            | 76378      | Jumiégeois           | 18,75            | 1 743 (2022)                      | 93                 |
| La Londe                            | 76391      | Londais              | 30,98            | 2 367 (2022)                      | 76                 |
| Malaunay                            | 76402      | Malaunaysiens        | 9,25             | 6 125 (2022)                      | 662                |
| Maromme                             | 76410      | Marommais            | 4,01             | 11 005 (2022)                     | 2 744              |
| Le Mesnil-Esnard                    | 76429      | Mesnillais           | 5,07             | 7 998 (2022)                      | 1 578              |
| Le Mesnil-sous-Jumièges             | 76436      | Mesnillais           | 6,84             | 612 (2022)                        | 89                 |
| Mont-Saint-Aignan                   | 76451      | Mont-Saint-Aignanais | 7,94             | 20 188 (2022)                     | 2 543              |
| Montmain                            | 76448      | Manémontais          | 6,04             | 1 499 (2022)                      | 248                |
| Moulineaux                          | 76457      | Moulinais            | 3,49             | 943 (2022)                        | 270                |
| La Neuville-Chant-d'Oisel           | 76464      | Neuvillais           | 21,83            | 2 376 (2022)                      | 109                |
| Notre-Dame-de-Bondeville            | 76474      | Bondevillais         | 6,28             | 7 004 (2022)                      | 1 115              |
| Oissel-sur-Seine                    | 76484      | Osseliens            | 22,19            | 12 287 (2022)                     | 554                |
| Orival                              | 76486      | Orivalais            | 9,55             | 839 (2022)                        | 88                 |
| Petit-Couronne                      | 76497      | Couronnais           | 12,8             | 8 738 (2022)                      | 683                |
| Le Petit-Quevilly                   | 76498      | Quevillais           | 4,35             | 21 935 (2022)                     | 5 043              |
| Quevillon                           | 76513      | Quevillonnais        | 11,23            | 591 (2022)                        | 53                 |
| Quévreville-la-Poterie              | 76514      | Quévrevillais        | 4,68             | 1 036 (2022)                      | 221                |
| Roncherolles-sur-le-Vivier          | 76536      | Roncherollais        | 5,35             | 1 255 (2022)                      | 235                |
| Sahurs                              | 76550      | Sahuriens            | 11,23            | 1 226 (2022)                      | 109                |
| Saint-Aubin-Celloville              | 76558      | Saint-Aubinois       | 6,72             | 1 182 (2022)                      | 176                |
| Saint-Aubin-Épinay                  | 76560      | Saint-Aubinois       | 9,83             | 1 016 (2022)                      | 103                |
| Saint-Aubin-lès-Elbeuf              | 76561      | Saint-Aubinois       | 5,79             | 8 429 (2022)                      | 1 456              |
| Saint-Étienne-du-Rouvray            | 76575      | Stéphanais           | 18,25            | 28 653 (2022)                     | 1 570              |
| Saint-Jacques-sur-Darnétal          | 76591      | Saint-Jacquais       | 16,71            | 3 134 (2022)                      | 188                |
| Saint-Léger-du-Bourg-Denis          | 76599      | Bourdenysiens        | 2,81             | 3 665 (2022)                      | 1 304              |
| Saint-Martin-de-Boscherville        | 76614      | Boschervillais       | 12,91            | 1 528 (2022)                      | 118                |
| Saint-Martin-du-Vivier              | 76617      | Saint-Martinais      | 5                | 1 678 (2022)                      | 336                |
| Saint-Paër                          | 76631      | Saint-Paërois        | 18,36            | 1 318 (2022)                      | 72                 |
| Saint-Pierre-de-Manneville          | 76634      | Mannevillais         | 10,21            | 884 (2022)                        | 87                 |
| Saint-Pierre-de-Varengeville        | 76636      | Varengevillais       | 13,18            | 2 301 (2022)                      | 175                |
| Saint-Pierre-lès-Elbeuf             | 76640      | Saint-Pierrais       | 6,36             | 8 295 (2022)                      | 1 304              |
| Sainte-Marguerite-sur-Duclair       | 76608      | Margueritais         | 7,26             | 2 032 (2022)                      | 280                |
| Sotteville-lès-Rouen                | 76681      | Sottevillais         | 7,44             | 29 039 (2022)                     | 3 903              |
| Sotteville-sous-le-Val              | 76682      | Sottevillais         | 5,27             | 746 (2022)                        | 142                |
| Tourville-la-Rivière                | 76705      | Tourvillais          | 8                | 2 574 (2022)                      | 322                |
| Le Trait                            | 76709      | Traitons             | 17,52            | 4 742 (2022)                      | 271                |
| Val-de-la-Haye                      | 76717      | Vaudésiens           | 10,16            | 699 (2022)                        | 69                 |
| Yainville                           | 76750      | Yainvillais          | 3,31             | 1 033 (2022)                      | 312                |
| Ymare                               | 76753      | Ymarois              | 4,03             | 1 228 (2022)                      | 305                |
| Yville-sur-Seine                    | 76759      | Yvillais             | 8,25             | 424 (2022)                        | 51                 |

### Démographie
| 1968    | 1975    | 1982    | 1990    | 1999    | 2006    | 2011    | 2016    | 2022    |
| ------- | ------- | ------- | ------- | ------- | ------- | ------- | ------- | ------- |
| 442 723 | 470 139 | 468 987 | 477 680 | 485 149 | 484 625 | 486 924 | 490 001 | 500 703 |

## Organisation

### Siège
Le siège de la Métropole est situé à Rouen, immeuble Le 108, 108 allée François-Mitterrand.

### Élus
La Métropole est administrée par son conseil métropolitain, composé pour la mandature 2020-2026 de 125 conseillers municipaux. Ils sont répartis de la manière suivante :
| Nombre de conseillers | Communes |
| --------------------- | --- |
| 24                    | Rouen |
| 6                     | Saint-Étienne-du-Rouvray, Sotteville-lès-Rouen                                                              |
| 5                     | Le Grand-Quevilly                                                                                           |
| 4                     | Mont-Saint-Aignan, Le Petit-Quevilly                                                                        |
| 3                     | Canteleu, Elbeuf                                                                                            |
| 2                     | Bois-Guillaume, Caudebec-lès-Elbeuf, Darnétal, Déville-lès-Rouen, Grand-Couronne, Maromme, Oissel-sur-Seine |
| 1 (+1 suppléant)      | les 56 autres communes                                                                                      |

Au terme des élections municipales de 2020 dans la Seine-Maritime, le conseil métropolitain renouvelé a élu son nouveau président, Nicolas Mayer-Rossignol, maire PS de Rouen, ainsi que ses 16 vice-présidents. L'exécutif pour la mandature 2020-2026 est constitué de 40 membres, dont le président et les vice-présidents.
Composition du conseil métropolitain :  

### Liste des présidents
| Période      | Période       | Identité         | Étiquette | Qualité |
| ------------ | ------------- | ---------------- | --------- | --- |
| janvier 2010 | juin 2012     | Laurent Fabius   | PS        | Énarque, conseiller d'État Maire du Grand-Quevilly (1995 → 2000) Président de la Communauté de l'agglomération rouennaise (2008 → 2009) Démissionnaire à la suite de sa nomination au gouvernement |
| juin 2012    | décembre 2014 | Frédéric Sanchez | PS        | Énarque, diplomate Maire du Petit-Quevilly (2001 → 2019) Conseiller régional de Normandie (2015 → 2019)                                                                                            |

| Période          | Période                       | Identité                | Étiquette | Qualité |
| ---------------- | ----------------------------- | ----------------------- | --------- | --- |
| janvier 2015     | septembre 2019,               | Frédéric Sanchez        | PS        | Énarque, diplomate Maire du Petit-Quevilly Président de l'ex-CREA Conseiller régional de Normandie (2015 → ) Démissionnaire à la suite de sa nomination comme consul général à Québec |
| septembre 2019   | 15 juillet 2020               | Yvon Robert             | PS        | Énarque, inspecteur général de l'Éducation, du sport et de la recherche Maire de Rouen (2012 → 2020) Président de l'ex-communauté de l'Agglomération rouennaise (2000 → 2001)         |
| 15 juillet 2020, | En cours (au 16 juillet 2020) | Nicolas Mayer-Rossignol | PS        | Ingénieur du Corps des mines Maire de Rouen (depuis 2020) Président du conseil régional de Haute-Normandie (2013 → 2015)                                                              |

Présidents de la CREA puis de la Métropole
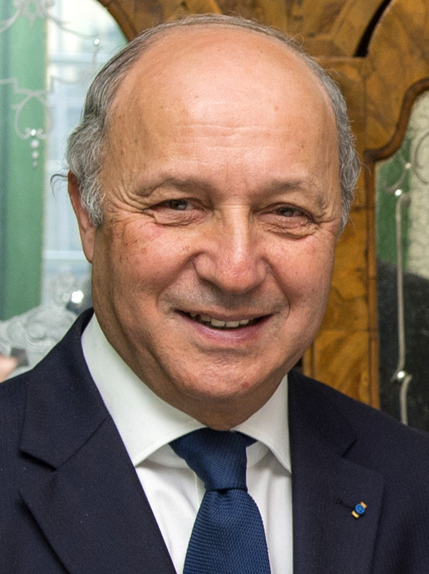
Laurent Fabius (2010-2012)
Frédéric Sanchez (2012-2019)
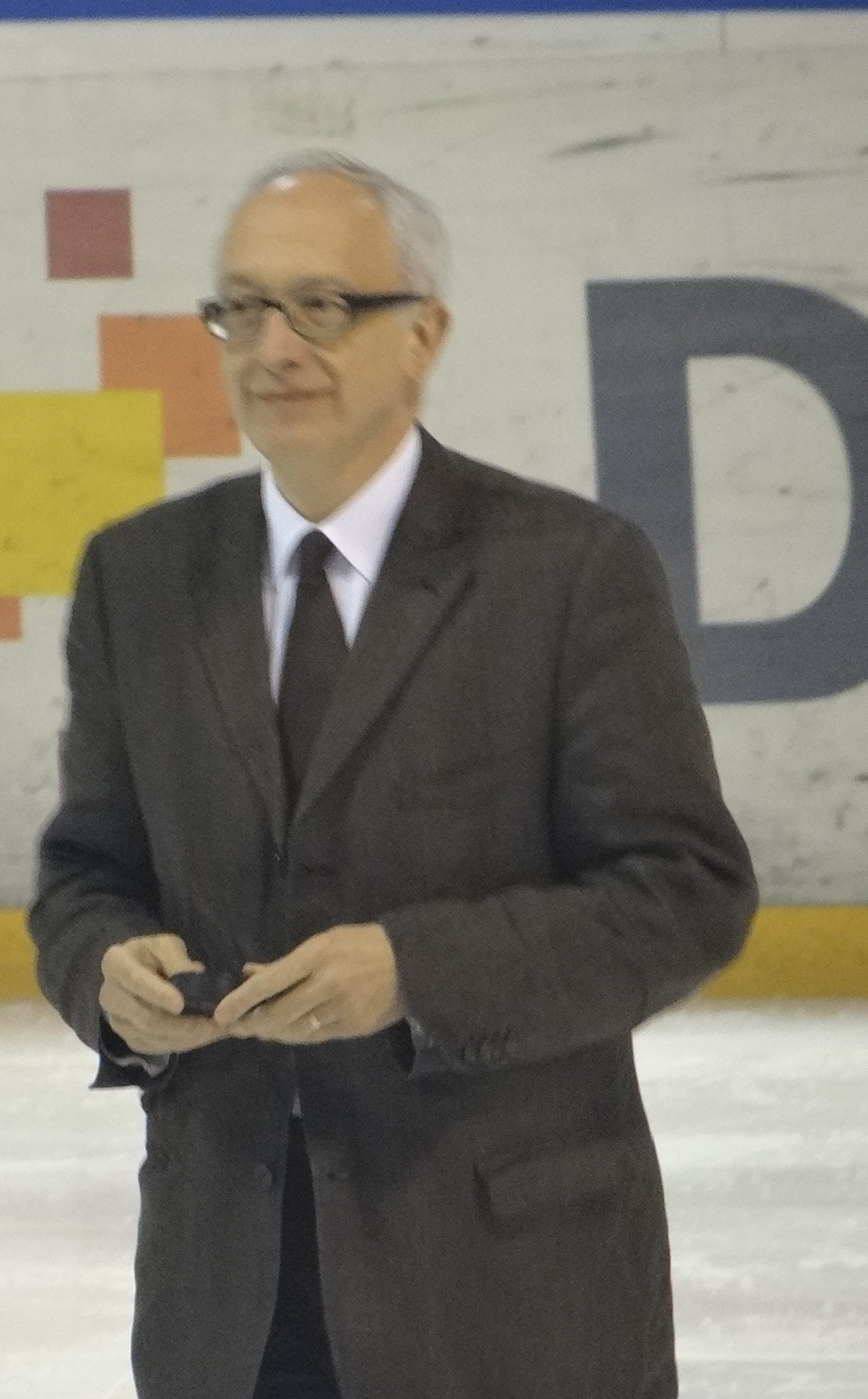
Yvon Robert (2019-2020)
Nicolas Mayer-Rossignol (2020 - en cours)

### Compétences
Aux termes des dispositions légales, une métropole est une structure intercommunale créée « pour élaborer et conduire ensemble un projet d'aménagement et de développement économique, écologique, éducatif, culturel et social de leur territoire afin d'en améliorer la cohésion et la compétitivité et de concourir à un développement durable et solidaire du territoire régional. Elle valorise les fonctions économiques métropolitaines, ses réseaux de transport et ses ressources universitaires, de recherche et d'innovation, dans un esprit de coopération régionale et interrégionale et avec le souci d'un développement territorial équilibré ».
Pour cela, elle exerce les compétences définies par le code général des collectivités territoriales, en lieu et place des communes membres :
- développement et d'aménagement économique, social et culturel ;
- aménagement de l'espace métropolitain ;
- politique locale de l'habitat ;
- politique de la ville ;
- gestion des services d'intérêt collectif ;
- protection et de mise en valeur de l'environnement et politique du cadre de vie ;

La métropole exerce également des compétences qui avaient été choisies par l'ancienne CREA, soit :
- restructuration et mise en valeur des friches, notamment industrielles, d'intérêt métropolitain ;
- activités ou actions culturelles ou sportives ou sociales d'intérêt métropolitain ;
- actions en faveur du logement des personnes âgées et des personnes à mobilité réduite ;
- actions de prévention des risques industriels et environnementaux ;
- amélioration du cadre de vie, notamment par des actions sur les paysages ; mise en valeur du potentiel environnemental et touristique des espaces naturels ; définition et mise en œuvre d'une politique écologique urbaine, de préservation et de valorisation des espaces ruraux, forestiers et des paysages dans l'agglomération ; sensibilisation du public et soutien à l'éducation au respect de l'environnement ;
- promotion intercommunale de la jeunesse

La métropole exerce également des compétences de l’État et du département :
- Le département de la Seine-Maritime a ainsi transféré à la métropole la gestion de quatre équipements culturels (trois musées départementaux et donjon Jeanne-d’Arc) ainsi que l’entretien de la voirie départementale située dans le périmètre métropolitain.
- L’État a, quant à lui, délégué à la métropole la gestion des aides à la pierre.

### Régime fiscal et budget
La métropole est un établissement public de coopération intercommunale à fiscalité propre.
Afin de financer l'exercice de ses compétences, elle perçoit, comme toutes les métropoles, la fiscalité professionnelle unique (FPU) – qui a succédé à la taxe professionnelle unique (TPU) – et assure une péréquation de ressources.

### Effectifs
Afin d'assurer la mise en œuvre de ses compétences, la Métropole était, en 2017, l'employeur de 1664 agents, en forte croissance par rapport à 2015 où ils n'étaient que 1108.
Controverse
Le 16 mars 2013, l'émission Capital sur M6 avait pour thème les gaspillages de l'argent public. Une partie du reportage cible la CREA et ses 45 vice-présidents indemnisés chacun 1 800 € brut par mois,.

## Réalisations

### Transports

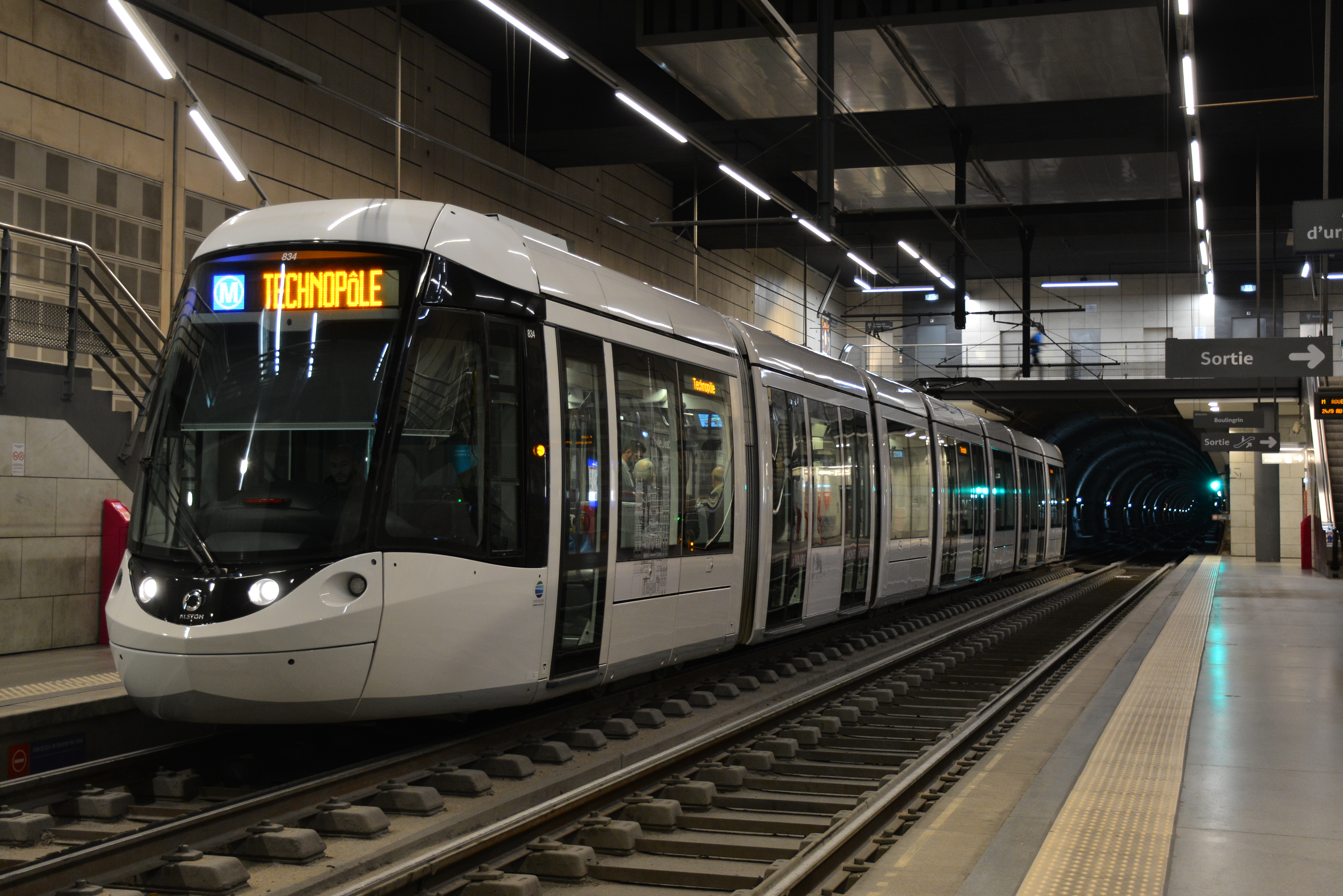
Rame du tramway de Rouen à la station souterraine Palais de Justice – Gisèle Halimi.

Outre des lignes de bus traditionnels, la métropole dispose d'un tramway (appelé communément métro) et d'un système de bus à haut niveau de service le TEOR. Elle déploie également un réseau express vélo.

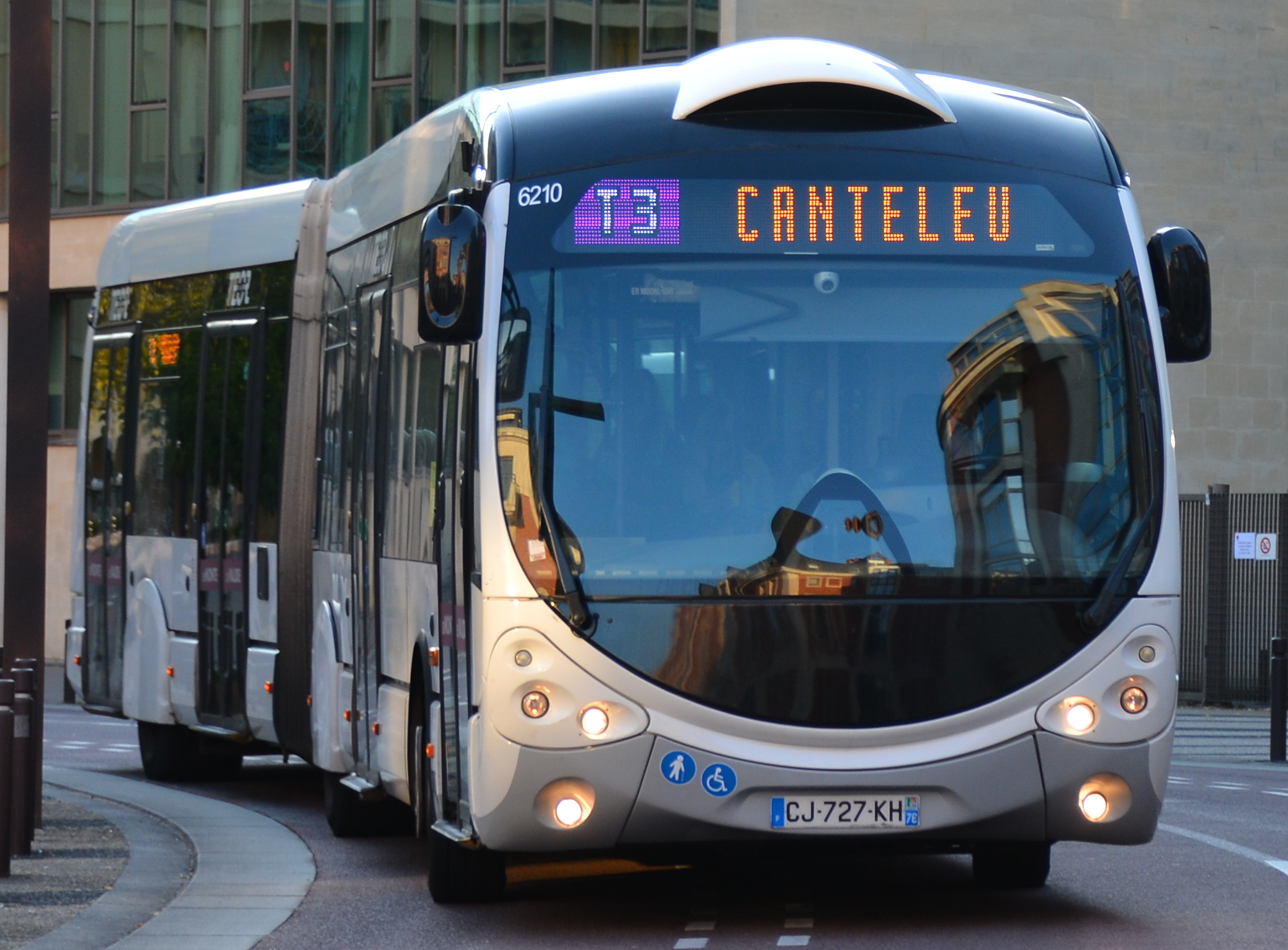
Bus de la ligne T3 du TEOR.

TEOR est un système intermédiaire entre le tramway et le bus.
Avec ses voies réservées sur environ 70 % de son parcours et sa priorité aux carrefours, ce bus à haut niveau de service est plus rapide et plus régulier qu'un bus classique. Avec ses stations aménagées, il offre un niveau de confort proche de celui d'un tramway, renforcé également par le guidage optique qui permet une accessibilité de plain-pied.
Le projet TEOR, en plus de l'amélioration des transports en commun, s'inscrit dans le cadre de la requalification de l'espace public grâce notamment aux implantations d’arbres, à la réfection des voiries et des trottoirs, à l’aménagement des carrefours, à l’effacement du paysage des réseaux de téléphone et d’électricité, à l’uniformisation du mobilier urbain, etc.
Le réseau TEOR est composé de quatre lignes desservant 13 communes de la Métropole Rouen Normandie d’Est en Ouest (Darnétal ; Rouen ; Bihorel ; Mont-Saint-Aignan ; Déville-lès-Rouen ; Maromme ; Notre-Dame-de-Bondeville ; Petit-Quevilly ; Sotteville-lès-Rouen ; Grand-Quevilly ; Saint-Étienne-du-Rouvray et Canteleu) avec un tronc commun de 4 km du pôle d'échange du Mont-Riboudet jusqu'à CHU Charles Nicole excepté pour la quatrième ligne de TEOR T4 qui ne rejoint les trois autres lignes de TEOR qu'à la Station Belges avec une station quelques mètres plus loin et qui relie Boulingrin (Terminus du Tramway) au Zénith de Rouen.
Le tramway est une véritable réussite depuis 1994, année de son lancement : près de 1,5 million de km sont parcourus chaque année pour plus de 15 millions de voyages (environ 65 000 voyageurs quotidiens). Succès à la fois commercial et urbanistique puisque le tramway a amélioré le cadre de vie des communes traversées.
La ligne est divisée en deux branches, qui desservent au total 5 communes (Le Grand-Quevilly, Le Petit-Quevilly, Rouen, Saint-Étienne-du-Rouvray et Sotteville-lès-Rouen). Elle est composée de 31 stations dont 5 souterraines dans Rouen.
La CREA a financé l'achat à Alstom de nouvelles rames plus spacieuses et plus longues Alstom Citadis qui furent livrées en 2012 après la réalisation d'aménagements (notamment aux Terminus Boulingrin et Technopôle).
La Métropole met en place une Zone à faibles émissions dès le 1er juillet 2001 pour restreindre l'accès aux véhicules les moins polluants. 
Le Plan vélo initié en 2021 prévoit la mise en place d'un réseau express vélo de 12 lignes sur 115 km pour 2026, complété dans le Plan Vélo 2035 (voté en 2023) d'un réseau Interconnecté Vélo (RIV) reliant les différentes communes de la métropole sur 140 km et de nouveaux aménagements pour la véloroute La Seine à vélo. Ces aménagements pour la circulation sont complétés par des places de stationnement, du service Lovélo de location en libre-service ou en longue durée et de formations pour différents publics.

### Zénith

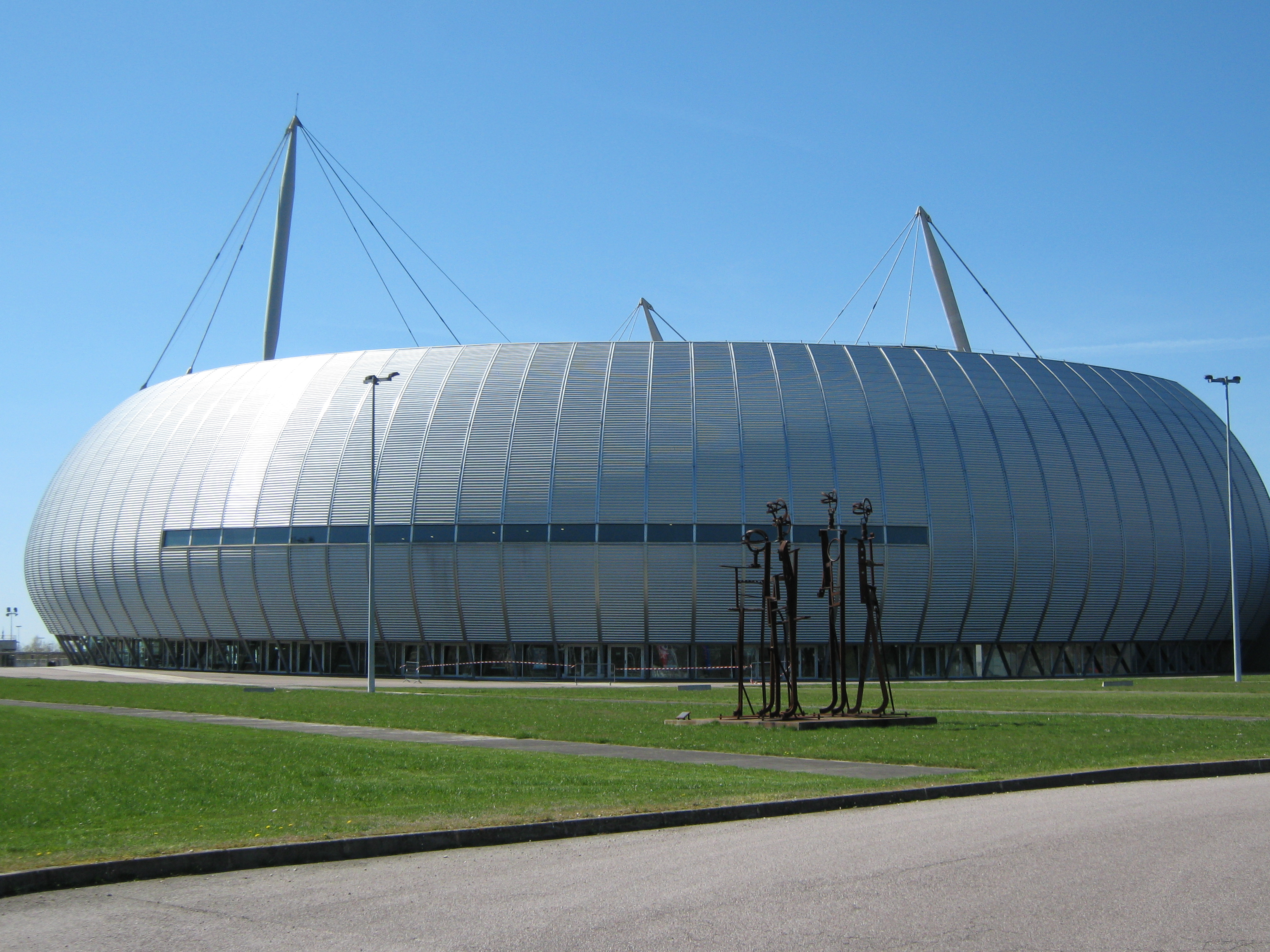
Zénith de Rouen, au Grand-Quevilly.

Le Zénith de Rouen est le dixième Zénith de France. La Métropole s'est dotée de cet équipement en 2001 comprenant un vaste espace scénique et une infrastructure insonorisée pour répondre aux plus exigeantes des productions actuelles et des congrès conventions d’entreprises.
Depuis février 2006, le Zénith de Rouen est géré par la société d'exploitation de spectacles de l'agglomération rouennaise (SESAR).

### Pont Gustave-Flaubert
Le pont Gustave-Flaubert, pont levant le plus haut d'Europe, est ouvert à la circulation depuis septembre 2008. Il supporte un trafic journalier d’au moins 50 000 véhicules. Pour l’agglomération, ce sixième franchissement routier de la Seine d'un coût de 49,4 millions d’euros (hors viaducs d’accès), cofinancé par l’État, la Région, le Département et la Communauté de l’agglomération rouennaise, était capital en permettant de réduire le trafic routier dans le centre-ville de Rouen.

### Port de plaisance
Le port de plaisance de Rouen est en service depuis l'Armada 2008. Le bassin Saint-Gervais s'est métamorphosé pour pouvoir accueillir des plaisanciers.
- 235 mètres de ponton et de la passerelle d'accès, réhabilitation de l'ancien bâtiment des douanes, éclairages, bornes d'alimentation électrique, arrivées d'eau.
- 150 anneaux pour amarrer les bateaux dans cette halte de plaisance et d'hivernage.

### Les maisons des forêts
Pour valoriser son patrimoine forestier et développer une véritable éducation à l’environnement à l’échelle des 71 communes, un réseau de Maisons des forêts, est mis en place par la Métropole sur les massifs forestiers de son territoire. Ces maisons offrent un lieu permanent de présentation et de connaissance du patrimoine forestier (faune, flore, sylviculture, filière bois…).
La première est ouverte depuis mars 2008. Située à Saint-Étienne-du-Rouvray, elle accueille des groupes scolaires et extrascolaires en semaine ainsi que le grand public le week-end. La seconde est située sur le bois du Roule sur la commune de Darnétal, ouverte au public depuis septembre 2010. Elle accueille des groupes scolaires et extrascolaires en semaine ainsi que le grand public selon son calendrier d'animations. La dernière est située sur le territoire d'Orival, dans l'ancienne maison forestière des Roches. Les maisons des forêts animent aussi les autres massifs forestiers de la Métropole comme la forêt de Roumare (avec son parc animalier et son arboretum) ainsi qu'en forêt Verte.

### Pépinières d’entreprises
Au printemps 2006, la Communauté de l’agglomération rouennaise ouvre une première pépinière d'entreprises à Déville-lès-Rouen : Seine Créapolis. Celle-ci se trouve dans les anciens locaux de l’usine Viasystems, qui a fermé ses portes au début des années 2000. La Communauté de l’agglomération rouennaise décida de racheter le site et de financer sur place, avec l’aide de la Région, du Département et de l’Europe, le projet Seine Créapolis. L’intérêt de cette structure réside dans le fait qu’elle offre une grande souplesse aux créateurs. Souplesse financière, grâce à des loyers modérés et une mutualisation des services, mais également souplesse contractuelle car la location de bureaux dans la pépinière se fait en dehors du très contraignant cadre du bail commercial. La pépinière comprend cinquante bureaux, cinq ateliers, un accueil secrétariat partagé, des salles de réunion, d’informatique et de détente, ainsi que d’un dispositif d’aide à la logistique et de conseil. Elle accueille des activités très variées. On y retrouve par exemple des sociétés de formation, des consultants en environnement ou bien encore des fabricants de moutarde normande.
Depuis l’été 2008, une deuxième pépinière d’entreprises est née dans l’agglomération rouennaise : Seine-Biopolis. Consacrée à la santé et à la biologie, elle est située route de Lyons à quelques pas du CHU de Rouen. Tout comme pour Seine Créapolis, les jeunes entreprises de Seine-Biopolis sont suivies, accompagnées, conseillées et bénéficient de moyens humains et matériels mis à leur disposition par la Communauté.
Depuis, d'autres pépinières se sont étendues sur le territoire métropolitain.

### Le 106
La réhabilitation de l'ancien hangar portuaire 106 a permis de créer une scène de musiques actuelles, le 106, comprenant une salle de 1 100 places, un club de 350 places, un studio d'émission radiophonique, un studio de réalisation d'images numériques, un studio régie pour la musique assistée par ordinateur, deux studios d’enregistrements grandes formations, trois studios pour petites formations, un studio chorégraphique. L'ouverture du 106 a eu lieu en novembre 2010.

### La Fabrique des savoirs
Installée à Elbeuf, dans une partie de l'ancienne usine Blin & Blin, témoignage du passé industriel drapier du territoire elbeuvien, La Fabrique des savoirs est un équipement culturel majeur de la Métropole.
Le pôle culture investit un bâtiment reconverti par les architectes du cabinet Archidev et aménagé par le muséographe Yves Kneusé. Il regroupe trois services à vocation culturelle et patrimoniale : le Centre d’interprétation de l'architecture et du patrimoine (CIAP), le musée et le Centre d'archives patrimoniales d'Elbeuf.
Ces trois services travaillent en synergie et en transversalité pour proposer une offre d’animations diversifiée : visites découvertes, conférences, ateliers jeune public et visites de groupes sur réservation.
La Fabrique des Savoirs invite les visiteurs à découvrir toutes les facettes du territoire : histoire industrielle, mutations urbaines, collections archéologiques et de sciences naturelles, trésor d’archives.

#### Le centre d'archives patrimoniales
Le Centre d'archives patrimoniales collecte, conserve et valorise près de 3 km d’archives produites par les administrations des communes et par diverses institutions du territoire d'Elbeuf.
Il regroupe de nombreux documents, sources uniques et essentielles pour la connaissance de l’histoire des habitants, des communes et du territoire :
- Fonds anciens : archives datant de la fin du XVIe siècle jusqu’à la Révolution française : actes constitutifs et politiques des communes, finances et impôts, registres paroissiaux.
- Fonds modernes : dossiers pour la période allant de 1790 aux années 1980 : registres de délibérations des conseils municipaux, correspondance et arrêtés du maire, archives financières, dossiers relatifs aux bâtiments communaux, listes électorales, recensements, état civil.
- Fonds contemporains : versements des dossiers produits au quotidien par les services municipaux. Ils représentent une source essentielle pour la connaissance des différents aspects des actions des communes durant les trente dernières années.

#### Lemusée d'Elbeuf
Constituées dès 1884 autour des taxidermies rassemblées par Pierre Noury, les collections du musée conservent près de 45 000 objets, parmi lesquels des machines, des objets archéologiques, des animaux naturalisés, des peintures ou des textiles anciens…
Cette diversité permet au musée de présenter le territoire d’Elbeuf sous de multiples aspects, notamment environnementaux, historiques et archéologiques. La Seine, véritable fil conducteur, fait le lien entre les différents types de collection.
Le musée d’Elbeuf est labellisé « musée de France » par le Ministère de la Culture et de la Communication.
Niveau 0 :
Histoire des collections et des sciences à Elbeuf
Vivre en Seine
Avant la Seine
La Naissance du Fleuve
Niveau 2 :
Les milieux naturels locaux
Archéologie – occupation humaine
Le textile – des origines à la mécanisation
Le textile – les machines
Le textile – « Maison textile »

#### Le centre d'interprétation de l’architecture et du patrimoine (CIAP)
Réalisé dans le cadre du label « Villes et Pays d’art et d’histoire » (Ministère de la Culture et de la Communication), le CIAP présente une exposition permanente autour de l’évolution architecturale et urbaine du territoire elbeuvien.
Une maquette-spectacle présente l’évolution de l’occupation humaine du territoire, depuis les principaux sites archéologiques jusqu’aux profondes mutations urbaines des 19e et 20e siècles ; un film propose des vues inédites de la boucle de la Seine.
Des théâtres d’architecture et des maquettes retracent les grandes phases de transformation ayant marqué le territoire et l’architecture qui en témoigne.
Des armoires à matériaux permettent d’évoquer la construction, ses techniques et ses métiers.
Des audiovisuels évoquent la reconversion du quartier et l’installation de la Fabrique des Savoirs.
Un espace de consultation invite le visiteur à poursuivre sa recherche sur informatique.

### Palais des sports Kindarena
Avec le Zénith, le pont Gustave-Flaubert et le TEOR, le Palais des sports de Rouen est l'un des plus grands chantiers dans l’agglomération. Sur une emprise globale de 31 540 m2, le Palais des sports (ouvert en septembre 2012 ; 4 000 m2 de panneaux photovoltaïques en toiture) entre l'avenue du Mont-Riboudet et la Seine offre une capacité modulable de 3 500 à 6 000 places sur une surface utile de 13 000 m2 destiné principalement au basket-ball, à la gymnastique, aux arts martiaux, aux volley-ball et handball.

### Publication
Depuis 2015, la métropole publie Le Mag, succédant à Crea le mag, un magazine mensuel d’information distribué au domicile des habitants.

## Projets
Au titre de l'ensemble Rouen Seine Cité, les trois projets sont envisagés.

### Écoquartier Flaubert
L'écoquartier Flaubert de 80 hectares situé sur les communes de Rouen et du Petit-Quevilly redonnera vie aux anciennes emprises industrielles et valorisera les quais de la Seine. Ce projet sera mené par le groupement de maîtrise d'œuvre urbaine comprenant Jacqueline Osty, paysagiste, ATTICA, EGIS et BURGEAP et se concrétisera par étapes d'ici 15 à 20 ans. L'accent sera mis sur l'environnement en intégrant de nombreux jardins et parcs, des pistes cyclables, ainsi que des transports en commun performants et un système de gestion des eaux pluviales. Ce site jouera un rôle sur le développement des activités économiques de la région et accueillera à terme plus de 10 000 habitants.

### Saint-Sever Nouvelle Gare
« Saint-Sever Nouvelle Gare est un projet ambitieux de quartier. […] Il s'agira d'un quartier mixte, associant des logements, des bureaux, des commerces et des équipements, disposant d'une très bonne accessibilité au centre-ville, au territoire de la Métropole, de la Normandie et de l'axe Seine jusqu'à Paris. ».